# العلاقات الإماراتية الليبيرية
العلاقات الإماراتية الليبيرية هي العلاقات الثنائية التي تجمع بين الإمارات العربية المتحدة وليبيريا.

## مقارنة بين البلدين
هذه مقارنة عامة ومرجعية للدولتين:
| وجه المقارنة                                              | الإمارات العربية المتحدة | ليبيريا      |
| --------------------------------------------------------- | ------------------------ | ------------ |
| المساحة (كم2)                                             | 83.60 ألف                | 111.37 ألف   |
| عدد السكان (نسمة)                                         | 9.40 مليون               | 4.73 مليون   |
| الكثافة السكانية (ن./كم²)                                 | 112.44                   | 42.47        |
| العاصمة                                                   | أبو ظبي                  | مونروفيا     |
| اللغة الرسمية                                             | اللغة العربية            | لغة إنجليزية |
| العملة                                                    | درهم إماراتي             | دولار ليبيري |
| الناتج المحلي الإجمالي (بليون دولار)                      | 382.58 مليار             | 2.16 مليار   |
| الناتج المحلي الإجمالي (تعادل القوة الشرائية) بليون دولار | 640.72 مليار             | 3.76 مليار   |
| الناتج المحلي الإجمالي الاسمي للفرد دولار أمريكي          | 40.44 ألف                | 455          |
| الناتج المحلي الإجمالي للفرد دولار أمريكي                 | 67.67 ألف                | 842          |
| مؤشر التنمية البشرية                                      | 0.835                    | 0.430        |
| رمز المكالمات الدولي                                      | +971                     | +231         |
| رمز الإنترنت                                              | .ae، .امارات             | .lr          |
| المنطقة الزمنية                                           | ت ع م+04:00              | 00           |

## منظمات دولية مشتركة
يشترك البلدان في عضوية مجموعة من المنظمات الدولية، منها:
| علم المنظمة | اسم المنظمة                               | تاريخ انضمام الإمارات العربية المتحدة | تاريخ انضمام ليبيريا |
| ----------- | ----------------------------------------- | ------------------------------------- | -------------------- |
|             | مؤسسة التنمية الدولية                     | 23 ديسمبر 1981                        | 28 مارس 1962         |
|             | البنك الإفريقي للتنمية                    | ?                                     | ?                    |
|             | مؤسسة التمويل الدولية                     | 30 سبتمبر 1977                        | 28 مارس 1962         |
|             | منظمة حظر الأسلحة الكيميائية              | ?                                     | ?                    |
|             | الأمم المتحدة                             | 9 ديسمبر 1971                         | 2 نوفمبر 1945        |
|             | الاتحاد الدولي للاتصالات                  | 27 يونيو 1972                         | 10 أكتوبر 1927       |
|             | منظمة الشرطة الجنائية الدولية             | ?                                     | ?                    |
|             | البنك الدولي للإنشاء والتعمير             | 22 سبتمبر 1972                        | 28 مارس 1962         |
|             | الاتحاد البريدي العالمي                   | ?                                     | ?                    |
|             | المركز الدولي لتسوية المنازعات الاستشارية | 22 يناير 1982                         | 16 يوليو 1970        |
|             | وكالة ضمان الاستثمار متعدد الأطراف        | 20 أكتوبر 1993                        | 12 أبريل 2007        |
|             | يونسكو                                    | 20 أبريل 1972                         | 6 مارس 1947          |

## وصلات خارجية
- موقع وزارة الخارجية الإماراتية
- موقع وزارة الخارجية الليبيرية